# Championnat de Bonaire de football 2013
Navigation
Saison suivante
La saison 2013 du Championnat de Bonaire de football est la seconde édition du Kampionato, le championnat de première division à Bonaire. Les neuf équipes de l'île sont regroupées au sein d’une poule unique où elles s’affrontent au cours de plusieurs phases, avec des qualifications successives, jusqu'à la finale nationale. Du fait du faible nombre de formations, il n'y a qu'une seule division et aucun système de promotion-relégation en fin de saison.
C'est le tenant du titre, le SV Juventus, qui est à nouveau sacré cette saison après avoir battu le Real Rincon en finale. Il s’agit du quatorzième titre de champion de Bonaire de l’histoire du club.

## Les clubs participants
- SV Juventus
- Real Rincon
- SV Uruguay
- SV Estrellas
- SV Vespo
- Atlétiko Flamingo
- SV Vitesse
- Atlétiko Terra Kora
- Arriba Perú

## Compétition
Le barème utilisé pour établir le classement est le suivant :
- Victoire : 3 points
- Match nul : 1 point
- Défaite : 0 point

### Saison régulière
| Rang | Équipe              | Pts | J  | G  | N | P  | Bp | Bc | Diff |
| ---- | ------------------- | --- | -- | -- | - | -- | -- | -- | ---- |
| 1    | Real Rincon         | 40  | 16 | 12 | 4 | 0  | 58 | 10 | +48  |
| 2    | SV JuventusT        | 37  | 16 | 11 | 4 | 1  | 43 | 12 | +31  |
| 3    | SV Uruguay          | 33  | 16 | 10 | 3 | 3  | 34 | 17 | +17  |
| 4    | SV Estrellas        | 25  | 16 | 6  | 7 | 3  | 28 | 17 | +11  |
| 5    | SV Vespo            | 23  | 16 | 7  | 2 | 7  | 32 | 22 | +10  |
| 6    | Arriba Perú         | 18  | 16 | 6  | 0 | 10 | 20 | 32 | -12  |
| 7    | Atlétiko Terra Kora | 12  | 16 | 3  | 3 | 10 | 24 | 41 | -17  |
| 8    | Atlétiko Flamingo   | 11  | 16 | 3  | 2 | 11 | 20 | 49 | -29  |
| 9    | SV Vitesse          | 4   | 16 | 1  | 1 | 14 | 14 | 73 | -59  |

|  | Qualification pour le Kaya 4 |
|  | T : Tenant du titre          |

### Kaya 4
| Rang | Équipe       | Pts | J | G | N | P | Bp | Bc | Diff |  | Résultats (▼ dom., ► ext.) | Juv | Rea | Uru | Est |
| ---- | ------------ | --- | - | - | - | - | -- | -- | ---- |  | -------------------------- | --- | --- | --- | --- |
| 1    | SV JuventusT | 11  | 6 | 3 | 2 | 1 | 11 | 5  | +6   |  | SV JuventusT               |     | 1-2 | 4-0 | 2-0 |
| 2    | Real RinconC | 10  | 6 | 2 | 4 | 0 | 13 | 9  | +4   |  | Real RinconC               | 2-2 |     | 3-3 | 4-1 |
| 3    | SV Uruguay   | 6   | 6 | 1 | 3 | 2 | 8  | 12 | -4   |  | SV Uruguay                 | 1-1 | 1-1 |     | 2-1 |
| 4    | SV Estrellas | 4   | 6 | 1 | 1 | 4 | 5  | 11 | -6   |  | SV Estrellas               | 0-1 | 1-1 | 2-1 |     |

|  | Qualification pour la finale nationale                   |
|  | T : Tenant du titre C : Vainqueur de la Coupe de Bonaire |

### Finale nationale
| 18 octobre 2013 | SV Juventus                         | 3 - 2 | Real Rincon                |  |  |
|                 | Steba 29e · Barzey 76e · Coffie 81e |       | 1re Gijsbertha · 49e Frans |  |  |

## Bilan de la saison
| Championnat de Bonaire de football 2013 |                         |
| Champion                                | SV Juventus (14e titre) |
| Coupes et trophées                      |                         |
| Vainqueur de la Coupe de Bonaire 2013   | Real Rincon             |
| Qualifications continentales            |                         |
| CFU Club Championship 2014              | Aucun                   |
| Promotions et relégations               |                         |
| Promus en Kampionato                    | Aucun                   |
| Relégués                                | Aucun                   |